# Daucus rouyi
Daucus rouyi es una especie de planta herbácea perteneciente a la familia Apiaceae. Es originaria del Norte de África en Argelia y Túnez.

## Taxonomía
La especie fue descrita inicialmente como Thapsia polygama por René Louiche Desfontaines y publicada en Flora Atlantica 1: 261, t. 75, en 1798, hoy en día es un sinónimo de esta. Posteriormente, sería transferida al género Rouya por Auguste Henri Cornut de Coincy en Le Naturaliste. Journal des Echanges et des Nouvelles ser. 2, 15: 213, en 1901, nombre científico que también es un sinónimo de esta actualmente; y ulteriormente, sería descrita como  Daucus rouyi por Krzysztof Spalik y Jean-Pierre Reduron en Taxon 65(3): 578, en 2016.

#### Etimología
Véase: Daucus
rouyi: epíteto nombrado en honor del botánico francés Georges Rouy (1851 – 1924).